# 吉田達彦
吉田 達彦（よしだ たつひこ、1989年3月27日 - ）は、日本の歌手。
北海道出身。

## 来歴
小学時代は手塚治虫や楳図かずお、などの古い漫画作品に親しみ、中学時代はQUEENやハロウィンといったヘヴィメタル・ハードロックに影響を受け、その後「らき☆すた」をきっかけにアニメソングへの興味を持つ。
高校卒業後は、福祉専門学校を経て、札幌の特別養護老人ホームで介護福祉士として働き、2011年に東日本大震災をきっかけに何か出来る事はないかと思案する中で「第5回全日本アニソングランプリ」に応募し、札幌大会準優勝と決勝大会に進出。翌年より札幌にてアニソンカバーの歌手活動を開始。2013年「第7回全日本アニソングランプリ」札幌大会Web投票枠1位獲得、ワイルドカード枠3位等を経て、同年11月末上京。NHK「アニソンのど自慢G」第2回・天下一アニソン武闘会準優勝を経て、2017年よりMOJOSTに所属。
2018年1月24日に日本武道館で開催された「超英雄祭 KAMEN RIDER × SUPER SENTAI LIVE & SHOW 2018」のステージにて、スーパー戦隊シリーズ 第42作目『快盗戦隊ルパンレンジャーVS警察戦隊パトレンジャー』の主題歌「ルパンレンジャーVSパトレンジャー」を吉田仁美と共に担当することが発表される。また、ルパンレンジャーのテーマソング「ルパンレンジャー、ダイヤルを回せ」をソロで歌唱。、同曲でCDデビューとなった。最も影響を受けたスーパー戦隊作品は「五星戦隊ダイレンジャー」。
2021年9月末、所属事務所MOJOSTを脱退しフリーランスに移行。

## 音楽活動
快盗戦隊ルパンレンジャーVS警察戦隊パトレンジャー（2018年）
- ルパンレンジャーVSパトレンジャー（OP主題歌）※Project.Rの1人として吉田仁美と共に歌唱
- ルパンレンジャー、ダイヤルを回せ（挿入歌(怪盗戦隊ルパンレンジャー テーマソング)）
- 快盗ガッタイム!ルパンカイザー（挿入歌）

テン・ゴーカイジャー（2021年）
- スーパー戦隊ヒーローゲッター～テン・ゴーカイジャーver.～（主題歌）※Project.Rの1人としてNoB・高取ヒデアキ・Sister MAYO・YOFFY・谷本貴義・高橋秀幸・松原剛志・鎌田章吾・伊勢大貴・大西洋平・幡野智宏・吉田仁美・出口たかしらとともに歌唱

メカアマト（2022年）
- 日本語版OP主題歌歌唱

ラブリー・リトル・ファーム（2022年）
- 日本語版OP主題歌歌唱 ※児塚あすかと共に歌唱

英雄伝説 黎の軌跡 SUPER ULTIMATE（2022年）
- 名もなき悪夢の果て

スッゲー株式会社（2023年）
- Emotional Blaze（「ランジ」キャラクターソング）

爆上戦隊ブンブンジャー（2024年）
- RESCUE TIME 119（挿入歌）[13]